# 宮城豊盛
宮城 豊盛（みやぎ とよもり）は、安土桃山時代の武将、大名。江戸時代初期の旗本。豊臣家の譜代家臣。徳川秀忠の御伽衆。初名は定勝（さだかつ）で、慶長元年（1596年）に豊臣姓を与えられた時も、定勝を名乗っていた。

## 生涯
近江国の人。織田信長の家臣の宮城堅甫の一族で、その娘を娶って婿養子となった。宮城堅甫は後に羽柴秀吉に仕え、豊盛も秀吉に仕えて譜代の家臣となった。
天正13年（1585年）3月19日、山城・近江の百姓が検地のため逃散したので、秀吉は片桐貞隆・豊盛・森吉成らに命じて、百姓を還住させるために、未進の年貢を猶予すると周知させた。
同年7月2日、四国の役の阿波国での戦況を豊盛が報告したのを受けて、秀吉は翌3日に出陣すると決定するが、豊臣秀長の諫止により中止となった。29日、秀吉の命令で、阿波一宮城・脇城の攻囲軍に米を輸送した。
天正14年（1586年）8月3日、秀吉は黒田孝高・豊盛（宮城堅甫）を九州に出張させて、大友宗滴・義統父子及び立花統虎らに、豊前に出陣することを告げ、それまで守備を固めるように命じた。
文禄2年（1593年）頃、『駒井日記』によると豊後国の内のいずれかに所領を与えられた。文禄3年（1594年）、日隈城（隈城）を築城。この頃、豊後国日田郡に太閤蔵入地の代官であった。
慶長元年（1596年）5月11日、豊臣姓を授かり、従五位下丹波守に叙任され、豊臣定勝を名乗る。慶長2年頃に知行5,000石。
慶長3年（1598年）8月18日、慶長の役の最中に秀吉が亡くなると、25日、五大老の徳川家康と前田利家は秀吉の喪を秘密にして軍撤収使として徳永寿昌と豊盛を朝鮮に派遣した。これら代官は日本軍諸将と協議して、明と講和し、無事に全軍と撤収した。帰朝後、秀吉の遺物国吉の刀を受領した。この年か翌年に、摂津国と豊後国の内で併せて1万石に加増された。
慶長5年（1600年）の関ヶ原の役では西軍に与して大坂城平野橋を警護したが、7月23日に会津征伐出向中の徳川家康に山崎家盛（婿養子の頼久の実兄）と共に石田三成の挙兵を通報するなどして、東軍にも内通していた。このため戦後に所領を半減されて5,000石となるが、改易はされなかった。
慶長10年（1605年)、豊臣秀頼の命で、京の金戒光明寺阿弥陀堂の再建の普請奉行を務めた。
慶長14年（1609年）に婿養子の頼久が先だって死去したため、豊盛が孫の十二郎（宮城豊嗣）の後見となり、二人して駿府の家康のもとに伺候し、以後は徳川家に仕えた。11月、豊盛の妻と娘を駿府に住まわせる。
慶長19年（1614年）、大坂冬の陣に孫に代わって出征し、備前島の備に入った。11月24日、大坂城からの鉄砲で鼻から頬にかけて負傷し、徳川秀忠は朝比奈正重を下して傷の様子を尋ねさせている。翌年の夏の陣にも従軍し、玉造口に配置された。
元和元年（1615年）、慈照寺（銀閣寺）再建の普請奉行を務め、家康の没後は秀忠の御伽衆とされた。
元和5年（1619年）、京都知恩院の山門および経蔵の普請奉行を務めて京都に滞在。元和6年（1620年）に同地で死去した。享年67歳。墓所は近江国金勝谷の阿弥陀寺。